# Simon Enevoldsen
Simon Enevoldsen (født 3. november 1991) er en dansk tidligere fodboldspiller og nuværende fysioterapeut for AaB.
Han er lillebror til den tidligere AaB-spiller Thomas Enevoldsen og er søn af den tidligere AaB- og Borussia M'gladbach-spiller, Peter Enevoldsen. Desuden var hans mor håndboldspiller.

## Karriere

### AaB
Simon Enevoldsen har fået sin fodboldopdragelse i AaB. Han spillede som senior på klubbens reservehold. Han spillede ingen kampe for AaB's bedste mandskab, men sad på bænken i et par kampe.

### Jammerbugt FC
I 2010 skiftede han videre til Jammerbugt FC.
I sommeren 2012 var Enevoldsen til prøvetræning i norske Ullensaker/Kisa. Da nordmændene kun kunne tilbyde deltid, takkede han pænt nej.

### Viborg FF
Den 19. juni 2014 blev det bekræftet, at Enevoldsen havde underskrevet en 1-årig kontrakt med Viborg FF.

### Vendsyssel FF
Den 13. august 2015 skiftede han til Vendsyssel FF efter et år som reservekeeper i Viborg.
Den 16. november 2015 forlængede han kontrakten til sommeren 2017. Efter Nicolai Flø blev hentet til klubben fra Silkeborg IF i sommeren 2016 blev det til mindre spilletid for Enevoldsen. Da hans kontrakt udløb i juni 2017, stoppede han sin aktive karriere. 

## Liv efter fodbolden
I dag arbejder Enevoldsen fuldtid som fysioterapeut for AaB, efter at have færdiggjort uddannelsen i 2016, mens han var på kontrakt i Vendsyssel.